# 瓦喬

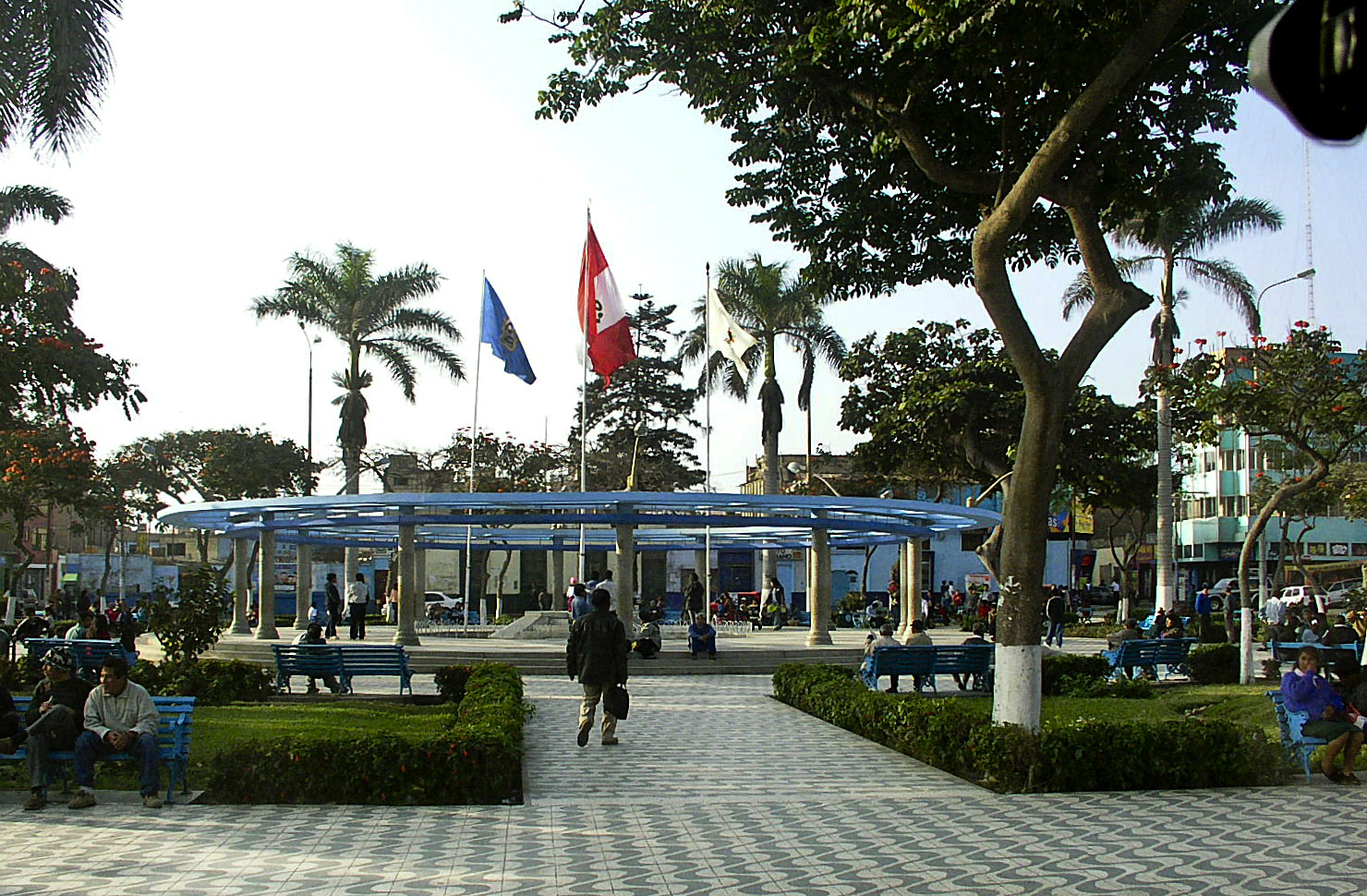

瓦喬（西班牙語：Huacho）是秘魯的城市，位於該國西部，由利馬大區負責管轄，距離首都利馬148公里，始建於1571年8月24日，海拔高度68米，主要經濟活動有工業、商業和服務業，2011年人口175,585。

## 外部連結
- website information (ES)

11°06′S 77°36′W / 11.100°S 77.600°W